# Академія моральних і політичних наук
Академія моральних і політичних наук (фр. Académie des sciences morales et politiques) — академічне наукове товариство у Франції. Відповідно до українського мовного вжитку, перекладається як: Академія соціальних та політичних наук.
Академія заснована у 1795, у 1803 розпущена, реставрована як державна установа у 1832. Вона є одною з п'яти наукових інституцій (академій), що об'єднані у вищий науковий орган — Інститут Франції.
Академія за фахом підрозділяється на шість відділів (секцій):
- I: Філософія
- II: Етика і соціологія
- III: Правознавство і юриспруденція
- IV: Економіка, політика, статистика і фінанси
- V: Історія і географія
- VI: Загальна секція (раніш мала назву «вільних членів» — фр. «membres libres»)